# Campeonato Europeu de Patinação Artística no Gelo de 2001
O Campeonato Europeu de Patinação Artística no Gelo de 2001 foi a nonagésima terceira edição do Campeonato Europeu de Patinação Artística no Gelo, um evento anual de patinação artística no gelo organizado pela União Internacional de Patinação (em inglês:  International Skating Union) onde os patinadores artísticos competem pelo título de campeão europeu. A competição foi disputada entre os dias 21 de janeiro e 28 de janeiro, na cidade de Bratislava, Eslováquia.

## Eventos
- Individual masculino
- Individual feminino
- Duplas
- Dança no gelo

## Medalhistas
| Evento                        | Ouro                                             | Prata                                       | Bronze                                     |
| Individual masculino detalhes | Evgeni Plushenko · Rússia                        | Alexei Yagudin · Rússia                     | Stanick Jeannette · França                 |
| Individual feminino detalhes  | Irina Slutskaya · Rússia                         | Maria Butyrskaya · Rússia                   | Viktoria Volchkova · Rússia                |
| Duplas detalhes               | Elena Berezhnaya · Anton Sikharulidze · Rússia   | Tatiana Totmianina · Maxim Marinin · Rússia | Sarah Abitbol · Stéphane Bernadis · França |
| Dança no gelo detalhes        | Barbara Fusar-Poli · Maurizio Margaglio · Itália | Marina Anissina · Gwendal Peizerat · França | Irina Lobacheva · Ilia Averbukh · Rússia   |

## Resultados

### Individual masculino
| Pos.                                                  | Nome                  | Nacionalidade    | Pontos | QA | QB | PC | PL |
| ----------------------------------------------------- | --------------------- | ---------------- | ------ | -- | -- | -- | -- |
| Medalha de ouro                                       | Evgeni Plushenko      | Rússia           | 2.0    | —  | 1  | 1  | 1  |
| Medalha de prata                                      | Alexei Yagudin        | Rússia           | 3.6    | 1  | —  | 2  | 2  |
| Medalha de bronze                                     | Stanick Jeannette     | França           | 7.2    | 3  | —  | 5  | 3  |
| 4                                                     | Alexander Abt         | Rússia           | 7.6    | 2  | —  | 3  | 5  |
| 5                                                     | Sergei Davydov        | Bielorrússia     | 12.2   | —  | 4  | 6  | 7  |
| 6                                                     | Andrejs Vlascenko     | Alemanha         | 12.8   | —  | 6  | 4  | 8  |
| 7                                                     | Ivan Dinev            | Bulgária         | 13.0   | —  | 3  | 13 | 4  |
| 8                                                     | Frédéric Dambier      | França           | 14.2   | 7  | —  | 9  | 6  |
| 9                                                     | Stéphane Lambiel      | Suíça            | 15.2   | —  | 5  | 7  | 9  |
| 10                                                    | Róbert Kažimír        | Eslováquia       | 18.6   | 5  | —  | 11 | 10 |
| 11                                                    | Vakhtang Murvanidze   | Geórgia          | 19.0   | 8  | —  | 8  | 11 |
| 12                                                    | Markus Leminen        | Finlândia        | 20.8   | —  | 7  | 10 | 12 |
| 13                                                    | Vitali Danilchenko    | Ucrânia          | 24.8   | 4  | —  | 17 | 13 |
| 14                                                    | Konstantin Kostin     | Letônia          | 26.8   | —  | 9  | 12 | 16 |
| 15                                                    | Gheorghe Chiper       | Romênia          | 26.8   | —  | 2  | 15 | 17 |
| 16                                                    | Silvio Smalun         | Alemanha         | 28.4   | —  | 12 | 16 | 14 |
| 17                                                    | Sergei Rylov          | Azerbaijão       | 29.6   | —  | 8  | 14 | 18 |
| 18                                                    | Alexei Kozlov         | Estônia          | 30.0   | 6  | —  | 21 | 15 |
| 19                                                    | Robert Grzegorczyk    | Polônia          | 35.4   | —  | 14 | 18 | 19 |
| 20                                                    | Michael Shmerkin      | Israel           | 36.0   | 10 | —  | 20 | 20 |
| 21                                                    | Kristoffer Berntsson  | Suécia           | 39.0   | 9  | —  | 24 | 21 |
| 22                                                    | Konstantin Tupikov    | Ucrânia          | 39.2   | 12 | —  | 19 | 23 |
| 23                                                    | Kevin van der Perren  | Bélgica          | 41.2   | 15 | —  | 22 | 22 |
| WD                                                    | Dmitri Dmitrenko      | Ucrânia          | —      | —  | 10 | 23 | WD |
| Não avançaram para a patinação livre / programa longo |                       |                  |        |    |    |    |    |
| 25                                                    | Zoltán Tóth           | Hungria          | —      | 11 | —  | 25 |    |
| 26                                                    | Angelo Dolfini        | Itália           | —      | —  | 11 | 27 |    |
| 27                                                    | Gregor Urbas          | Eslovênia        | —      | —  | 13 | 26 |    |
| 28                                                    | Alan Street           | Reino Unido      | —      | 13 | —  | 28 |    |
| 29                                                    | Hristo Turlakov       | Bulgária         | —      | —  | 15 | 29 |    |
| 30                                                    | Daniel Peinado        | Espanha          | —      | 14 | —  | 30 |    |
| Não avançaram para o programa curto                   |                       |                  |        |    |    |    |    |
| 31                                                    | Clemens Jonas         | Áustria          | —      | 16 | —  |    |    |
| 31                                                    | Lukáš Rakowski        | República Tcheca | —      | —  | 16 |    |    |
| 33                                                    | Panagiotis Markouizos | Grécia           | —      | —  | 17 |    |    |
| 33                                                    | Aidas Reklys          | Lituânia         | —      | 17 | —  |    |    |
| 35                                                    | Miloš Milanović       | Iugoslávia       | —      | 18 | —  |    |    |

### Individual feminino
| Pos.                                                  | Nome                   | Nacionalidade    | Pontos | QA | QB | PC | PL |
| ----------------------------------------------------- | ---------------------- | ---------------- | ------ | -- | -- | -- | -- |
| Medalha de ouro                                       | Irina Slutskaya        | Rússia           | 2.0    | 1  | —  | 1  | 1  |
| Medalha de prata                                      | Maria Butyrskaya       | Rússia           | 4.2    | —  | 1  | 3  | 2  |
| Medalha de bronze                                     | Viktoria Volchkova     | Rússia           | 8.2    | 5  | —  | 2  | 5  |
| 4                                                     | Elena Liashenko        | Ucrânia          | 8.4    | 2  | —  | 6  | 4  |
| 5                                                     | Sarah Meier            | Suíça            | 10.2   | 3  | —  | 5  | 6  |
| 6                                                     | Júlia Sebestyén        | Hungria          | 11.2   | —  | 4  | 11 | 3  |
| 7                                                     | Elina Kettunen         | Finlândia        | 14.6   | 4  | —  | 10 | 7  |
| 8                                                     | Galina Maniachenko     | Ucrânia          | 16.2   | —  | 5  | 7  | 10 |
| 9                                                     | Vanessa Gusmeroli      | França           | 18.8   | —  | 6  | 4  | 14 |
| 10                                                    | Vanessa Giunchi        | Itália           | 19.0   | —  | 8  | 13 | 8  |
| 11                                                    | Silvia Fontana         | Itália           | 20.8   | 6  | —  | 9  | 13 |
| 12                                                    | Susanne Stadlmüller    | Alemanha         | 22.8   | —  | 9  | 12 | 12 |
| 13                                                    | Zuzana Babiaková       | Eslováquia       | 23.8   | —  | 11 | 14 | 11 |
| 14                                                    | Tamara Dorofejev       | Hungria          | 25.0   | —  | 7  | 22 | 9  |
| 15                                                    | Sabina Wojtala         | Polônia          | 28.2   | —  | 3  | 15 | 18 |
| 16                                                    | Hristina Vassileva     | Bulgária         | 30.6   | —  | 12 | 18 | 15 |
| 17                                                    | Zoe Jones              | Reino Unido      | 32.0   | 7  | —  | 17 | 19 |
| 18                                                    | Anna Wenzel            | Áustria          | 33.8   | —  | 13 | 21 | 16 |
| 19                                                    | Alisa Drei             | Finlândia        | 34.4   | 9  | —  | 23 | 17 |
| 20                                                    | Lenka Seniglova        | República Tcheca | 35.4   | —  | 10 | 19 | 20 |
| 21                                                    | Karen Venhuizen        | Países Baixos    | 35.4   | 12 | —  | 16 | 21 |
| 22                                                    | Idora Hegel            | Croácia          | 38.2   | 8  | —  | 20 | 23 |
| 23                                                    | Julia Vorobieva        | Azerbaijão       | 41.0   | 10 | —  | 25 | 22 |
| WD                                                    | Julia Soldatova        | Bielorrússia     | —      | —  | 2  | 8  | WD |
| Não avançaram para a patinação livre / programa longo |                        |                  |        |    |    |    |    |
| 25                                                    | Klara Bramfeldt        | Suécia           | —      | —  | 14 | 24 |    |
| 26                                                    | Roxana Luca            | Romênia          | —      | 11 | —  | 27 |    |
| 27                                                    | Anja Bratec            | Eslovênia        | —      | 14 | —  | 26 |    |
| 28                                                    | Darya Zuravicky        | Israel           | —      | 13 | —  | 28 |    |
| 29                                                    | Olga Vassiljeva        | Estônia          | —      | —  | 15 | 29 |    |
| WD                                                    | Kaja Hanevold          | Noruega          | —      | 15 | —  | WD |    |
| Não avançaram para o programa curto                   |                        |                  |        |    |    |    |    |
| 31                                                    | Melania Albea          | Espanha          | —      | —  | 16 |    |    |
| 31                                                    | Ellen Mareels          | Bélgica          | —      | 16 | —  |    |    |
| 33                                                    | Julia Lebedeva         | Armênia          | —      | —  | 17 |    |    |
| 33                                                    | Julia Shelepen         | Lituânia         | —      | 17 | —  |    |    |
| 35                                                    | Anna Chatziathanassiou | Grécia           | —      | —  | 18 |    |    |

### Duplas
| Pos.              | Nome                                  | Nacionalidade    | Pontos | PC | PL |
| ----------------- | ------------------------------------- | ---------------- | ------ | -- | -- |
| Medalha de ouro   | Elena Berezhnaya / Anton Sikharulidze | Rússia           | 1.5    | 1  | 1  |
| Medalha de prata  | Tatiana Totmianina / Maxim Marinin    | Rússia           | 3.5    | 3  | 2  |
| Medalha de bronze | Sarah Abitbol / Stéphane Bernadis     | França           | 4.0    | 2  | 3  |
| 4                 | Maria Petrova / Alexei Tikhonov       | Rússia           | 6.0    | 4  | 4  |
| 5                 | Sabrina Lefrançois / Jérôme Blanchard | França           | 8.0    | 6  | 5  |
| 6                 | Aliona Savchenko / Stanislav Morozov  | Ucrânia          | 9.5    | 7  | 6  |
| 7                 | Oľga Beständigová / Jozef Beständig   | Eslováquia       | 11.0   | 8  | 7  |
| 8                 | Inga Rodionova / Andrei Kroukov       | Azerbaijão       | 13.5   | 9  | 9  |
| 9                 | Mariana Kautz / Norman Jeschke        | Alemanha         | 14.0   | 12 | 8  |
| 10                | Viktoria Shklover / Valdis Mintals    | Estônia          | 15.0   | 10 | 10 |
| 11                | Michaela Krutská / Marek Sedlmajer    | República Tcheca | 18.0   | 14 | 11 |
| 12                | Maria Krasiltseva / Artem Znachkov    | Armênia          | 18.5   | 13 | 12 |
| 13                | Ivana Durin / Andrei Maximov          | Iugoslávia       | 20.5   | 15 | 13 |
| WD                | Dorota Zagórska / Mariusz Siudek      | Polônia          | —      | 5  | WD |
| WD                | Tatiana Chuvaeva / Dmitri Palamarchuk | Ucrânia          | —      | 11 | WD |

### Dança no gelo
| Pos.                             | Nome                                          | Nacionalidade        | Pontos | DC1 | DC2 | DO | DL |
| -------------------------------- | --------------------------------------------- | -------------------- | ------ | --- | --- | -- | -- |
| Medalha de ouro                  | Barbara Fusar-Poli / Maurizio Margaglio       | Itália               | 2.2    | 2   | 1   | 1  | 1  |
| Medalha de prata                 | Marina Anissina / Gwendal Peizerat            | França               | 4.8    | 1   | 2   | 2  | 3  |
| Medalha de bronze                | Irina Lobacheva / Ilia Averbukh               | Rússia               | 5.0    | 3   | 3   | 3  | 2  |
| 4                                | Margarita Drobiazko / Povilas Vanagas         | Lituânia             | 8.0    | 4   | 4   | 4  | 4  |
| 5                                | Galit Chait / Sergei Sakhnovski               | Israel               | 10.0   | 5   | 5   | 5  | 5  |
| 6                                | Kati Winkler / René Lohse                     | Alemanha             | 12.0   | 6   | 6   | 6  | 6  |
| 7                                | Elena Grushina / Ruslan Goncharov             | Ucrânia              | 14.2   | 7   | 8   | 7  | 7  |
| 8                                | Albena Denkova / Maxim Staviyski              | Bulgária             | 16.8   | 8   | 7   | 8  | 9  |
| 9                                | Tatiana Navka / Roman Kostomarov              | Rússia               | 17.0   | 9   | 9   | 9  | 8  |
| 10                               | Isabelle Delobel / Olivier Schoenfelder       | França               | 20.0   | 10  | 10  | 10 | 10 |
| 11                               | Sylwia Nowak / Sebastian Kolasiński           | Polônia              | 22.0   | 11  | 11  | 11 | 11 |
| 12                               | Marika Humphreys / Vitali Baranov             | Reino Unido          | 25.0   | 13  | 13  | 13 | 12 |
| 13                               | Eliane Hugentobler / Daniel Hugentobler       | Suíça                | 25.0   | 12  | 12  | 12 | 13 |
| 14                               | Alia Ouabdelsselam / Benjamin Delmas          | França               | 28.0   | 14  | 14  | 14 | 14 |
| 15                               | Gloria Agogliati / Luciano Milo               | Itália               | 30.0   | 15  | 15  | 15 | 15 |
| 16                               | Kristin Freizer / Igor Lukanin                | Azerbaijão           | 33.6   | 17  | 18  | 16 | 17 |
| 17                               | Natalia Gudina / Alexei Beletsky              | Israel               | 33.8   | 18  | 17  | 18 | 16 |
| 18                               | Zita Gebora / András Visontai                 | Hungria              | 34.6   | 16  | 16  | 17 | 18 |
| 19                               | Kateřina Kovalová / David Szurman             | República Tcheca     | 38.2   | 20  | 19  | 19 | 19 |
| 20                               | Valentina Anselmi / Fabrizio Pedrazzini       | Itália               | 40.4   | 21  | 21  | 20 | 20 |
| 21                               | Stephanie Rauer / Thomas Rauer                | Alemanha             | 41.8   | 19  | 22  | 21 | 21 |
| 22                               | Alexandra Kauc / Filip Bernadowski            | Polônia              | 45.6   | 22  | 20  | 22 | 24 |
| 23                               | Alla Beknazarova / Yuri Kocherzhenko          | Ucrânia              | 46.0   | 23  | 25  | 24 | 22 |
| 24                               | Zuzana Durkovska / Marian Mesaros             | Eslováquia           | 46.2   | 24  | 23  | 23 | 23 |
| Não avançaram para a dança livre |                                               |                      |        |     |     |    |    |
| 25                               | Anna Mosenkova / Sergei Sychov                | Estônia              | —      | 27  | 24  | 25 |    |
| 26                               | Tiffany Hyden / Vazgen Azroyan                | Armênia              | —      | 25  | 26  | 26 |    |
| 27                               | Alissa de Carbonnel / Alexander Malkov        | Bielorrússia         | —      | 26  | 27  | 27 |    |
| 28                               | Kamilla Szolnoki / Dejan Illes                | Croácia              | —      | 28  | 28  | 28 |    |
| 29                               | Tatiana Siniaver / Tornike Tukvadze           | Geórgia              | —      | 29  | 29  | 29 |    |
| 30                               | Ana Galitch / Andrei Shishkov                 | Bósnia e Herzegovina | —      | 30  | 31  | 30 |    |
| 31                               | Dominyka Valiukeviciute / Aurimas Radisauskas | Lituânia             | —      | 31  | 30  | 31 |    |

## Quadro de medalhas
| Ordem | País   | Medalha de ouro | Medalha de prata | Medalha de bronze |    | Ordem por total |
| ----- | ------ | --------------- | ---------------- | ----------------- | -- | --------------- |
| 1     | Rússia | 3               | 3                | 2                 | 8  | 1               |
| 2     | Itália | 1               |                  |                   | 1  | 3               |
| 3     | França |                 | 1                | 2                 | 3  | 2               |
| TOTAL | TOTAL  | 4               | 4                | 4                 | 12 | —               |